# Aire strictement protégée de Khan-Khentii
L'aire strictement protégée de Khan-Khentii (mongol cyrillique : Хан Хэнтий) est une aire protégée de 12 270 km2 située sur le mont Burkhan Khaldun, dans l'aïmag de Khentii.
Le mont serait le lieu légendaire de naissance et du tombeau de Gengis Khan.